# Аралбаєва Аміна Кашфіївна
Аміна Кашфіївна Аралбаєва (22 травня 1928, Куллярово, Башкирська АРСР — 27 жовтня 2014, Москва) — башкирська акторка, театрознавець та перекладачка; Заслужений діяч мистецтв Республіки Башкортостан; член Спілки театральних діячів (1950).

## Біографія
З 1950 р. — актриса Аургазинського колгоспно-радгоспного театру (перетвореного в 1956 р. в Салаватський драматичний театр). В 1956 р. закінчила ГІТІС (курс П. А. Маркова), стала першим театрознавцем Башкортостану.
У 1956-1982 рр. завідувала літературною частиною Башкирського академічного театру драми, брала участь у формуванні репертуарної політики театру, організації творчих вечорів акторів і режисерів.

## Творчість
Переклала на башкирську мову п'єси В.В. Лаврентьєва, В.П. Мінко, О.М. Островського. Автор статей про театр, творчість башкирських акторів і режисерів.

### Родина
Чоловік — Іван Володимирович Сотников (1908-1988) — письменник, перекладач, член Спілки письменників Республіки Башкортостан.
- дочка — Гульназ (р. 1967) — підприємець, громадський діяч.